# Christian Schnalke
Christian Schnalke (* 9. August 1965 in Neuss) ist ein deutscher Drehbuch- und Romanautor.

## Leben
Christian Schnalke ist Sohn eines Architekten. Nach dem Tod des Vaters lebte er 1978 bis 1980 bei einem Großonkel in Mumbai (Indien), der dort das englischsprachige Waterfront Theatre leitete. Dort entstand das Theaterstück The Snoring Tiger. Danach besuchte Schnalke ein Internat im Schwarzwald. Das anschließende Studium der allgemeinen Literaturwissenschaften und der Psychologie finanzierte Schnalke durch seine Arbeit als Präsentations-Grafiker in Event- und Werbeagenturen.

## Werk
Zugunsten eines Volontariats bei Frank Elstner in Luxemburg brach Schnalke 1992 sein Studium ab. In den folgenden Jahren arbeitete er als fester Gag-Autor für die Harald Schmidt-Show, Happiness und RTL Samstag Nacht und als Autor für verschiedene Zeichentrickserien, wie Petzi und seine Freunde (1995). In Zusammenarbeit mit Volker Kutscher entstanden die beiden Kriminalromane Bullenmord und Vater Unser. Es schlossen sich zwei Jahre Aufenthalt in Tokio gemeinsam mit Ehefrau und Sohn an, in denen das erste Kino-Drehbuch X-treme entstand.
Nach seiner Rückkehr schrieb Schnalke die Drehbücher zum Nick Knatterton-Zeichentrickfilm und für eine Episode der Krimi-Reihe Rosa Roth. Für Hugo Egon Balders Regie-Arbeit Silvias Bauch übernahm Schnalke das Scriptdoctoring, schrieb die Moderationstexte für die Verleihung des Deutschen Filmpreises 1997 für Sabine Christiansen und ein Jahr später für Joachim Fuchsberger.
Außerdem schrieb Schnalke Texte zu Alles Atze und arbeitete eine Geschichte von Bestsellerautorin Petra Hammesfahr zum Drehbuch für Betty – Schön wie der Tod (Regie: Peter Keglevic) um (Produktion: Oliver Berben für Moovie – the art of Entertainment). In den Jahren 2001 und 2002 schrieb Schnalke die Drehbücher zu den Rosa Roth-Fällen Geschlossene Gesellschaft und Das leise Sterben des Kolibri, (Regie: Carlo Rola). 2006 folgten die beiden Charlotte Link-Adaptionen Die Täuschung und Am Ende des Schweigens.
Ein großer TV-Erfolg wurde nach Die Patriarchin (2005) der TV-Dreiteiler Afrika, mon amour (2007). Schnalke schrieb auch den Roman zum Film, der ebenfalls 2007 veröffentlicht wurde. 2008 schrieb er die Vorlage für die Komödie Verrückt nach Emma und den Dreiteiler Krupp – Eine deutsche Familie (2009), der ebenfalls sehr hohe Einschaltquoten erzielte. Es folgten Duell der Brüder – die Geschichte von Adidas und Puma (2016) und weitere historische Biopics über Götz von Berlichingen (2014), Katharina Luther (2017) und Johann Sebastian Bach (2024). 
2021 erschienen gleich zwei Romane aus Schnalkes Feder: Die Fälscherin von Venedig und Louma. 2021 folgte der Roman Gewitterschwestern.
Darüber hinaus leitet Christian Schnalke seit 2001 unter anderem an der Internationalen Filmschule Köln (IFS) Seminare in den Fachbereichen Animation und Drehbuch/Regie/Produktion. Außerdem wurde sein symphonisches Weihnachtsmärchen für Orchester, Ballett und einen Erzähler Santa (Story und Buch stammen von ihm) 2003 in Antwerpen und 2004 im Beacon Theatre am New Yorker Broadway aufgeführt.
Im Sommer 2025 starteten in Köln und Umgebung die Dreharbeiten zur Romanverfilmung Louma. Das Drehbuch schrieb Christian Schnalke selbst, die Regie übernahm Mark Monheim. Der Film wird im April 2026 in der ARD zu sehen sein. 

## Trivia
Volker Kutscher ist der Patenonkel seines ältesten Sohnes.

## Werkliste Drehbuch
- 2002: Betty – Schön wie der Tod (TV) (mit: Karin Baal, Stefanie Stappenbeck)
- 2002: Rosa Roth: Geschlossene Gesellschaft (TV). (mit: Christian Berkel, Andrea Sawatzki, Jockel Tschiersch)
- 2003: Rosa Roth: Das leise Sterben des Kolibri (TV). (mit: Anna Thalbach)
- 2005: Die Patriarchin. TV Mini-Serie (mit: Iris Berben, Christoph Waltz, Ulrich Noethen, Jürgen Tarrach, Ina Weisse)
- 2006: Charlotte Link Adaption: Die Täuschung (TV) (mit: Heio von Stetten, Rüdiger Vogler, Gerrit Kling, Martin Feifel, Claudine Wilde)
- 2007: Afrika, mon amour. TV Mini-Serie (mit: Matthias Habich, Iris Berben, Pierre Besson, Robert Atzorn, August Schmölzer)
- 2008: Verrückt nach Emma (TV) (mit: Armin Rohde, Anja Kling)
- 2009: Krupp – Eine deutsche Familie. TV-Mini-Serie (mit: Iris Berben, Heino Ferch, Fritz Karl, Benjamin Sadler, Barbara Auer, Mavie Hörbiger, Barnaby Metschurat)
- 2009: Ladylike (TV) (mit: Monica Bleibtreu, Rainer Sellien, Gisela Schneeberger)
- 2011: Familiengeheimnisse (mit: Hardy Krüger)
- 2014: Götz von Berlichingen
- 2015: Die Himmelsleiter (mit: Christiane Paul, Axel Prahl, Henning Baum)
- 2015: Die Mutter des Mörders (mit: Natalia Wörter, Lucas Reiner)
- 2016: Duell der Brüder – die Geschichte von Adidas und Puma (mit: Ken Duken, Torben Liebrecht)
- 2017: Katharina Luther (mit: Karoline Schuch, Devid Striesow)
- 2017: Atempause (mit: Katharina Schubert, Carlo Ljubek)
- 2024: Bach – Ein Weihnachtswunder (Fernsehfilm)

## Werke
- Bullenmord (Autoren: Christian Schnalke und Volker Kutscher), Emons, 1996, ISBN 978-3-924491-87-1.
- Vater Unser (Autoren: Christian Schnalke und Volker Kutscher), Emons, 1998, ISBN 978-3-89705-131-7.
- Afrika, mon amour. Das Buch zum Film. Ullstein, 2007, ISBN 978-3-548-26687-9.
- Die Fälscherin von Venedig. Piper, München 2021, ISBN 978-3-492-05952-7.
- Louma. Kampa Verlag, Zürich 2021, ISBN 978-3-311-30011-3.
- Gewitterschwestern. Kampa Verlag, Zürich 2023, ISBN 978-3-311-30041-0.